# Горненский монастырь (Эйн-Карем)
Го́рний, или Го́рненский женский монасты́рь — православный женский монастырь, находящийся в ведении Русской духовной миссии в Иерусалиме Московского Патриархата (Русская православная церковь). Расположен в Эйн-Кареме, в 7 км на юго-запад от Старого города Иерусалима (Израиль). Название «Горненский» связано с тем, что монастырь находится в местности, которая в евангельские времена называлась нагорной (горней) страной, то есть находящейся на горах. Основан создателем Русской Палестины архимандритом Антонином (Капустиным).
По состоянию на 2006 год в обители было около 60 сестёр.

## История
В 1869 году начальник Русской духовной миссии в Иерусалиме архимандрит Антонин (Капустин) принял решение выкупить участок с двумя домами и плантацией оливковых деревьев в 7 км к юго-западу от Старого города Иерусалима близ селения Эйн-Карем, которое традиционно считается местом рождения Иоанна Предтечи и Встречи Девы Марии с праведной Елизаветой (Лк. 1:39-56). Владелец участка бывший драгоман французского консульства в Иерусалиме Ханна Джельяд запросил за него 4000 наполеондоров (80 тыс. франков или около 25 тыс. рублей серебром). Для сбора этой суммы в России был создан специальный комитет.
Сразу после закупки участка в 1871 году на нём поселились отдельные монахини и паломники. Первая монастырская церковь была освящена 14 февраля 1883 года в честь Казанской иконы Божией Матери. Сегодня это основной храм обители, в нём хранится чудотворная Казанская икона Богородицы. Справа от входа в Казанскую церковь находится перенесённая святыня — камень, на котором, по преданию, проповедовал Иоанн Креститель. Этот камень был доставлен в монастырь из окрестностей Иерусалима, недалеко от так называемой «пустыни» Иоанна Предтечи, рядом с современным посёлком Эвен-Сапир.
Статус монастыря община монахинь получила от Святейшего синода в 1898 году, а в 1903 году в обители открылись иконописная и золотошвейная мастерские, за счёт которых монастырь сам себя кормил.
В 1910 году началось строительство собора, который предполагалось освятить в честь Святой Троицы. Оно прекратилось в связи с началом Первой мировой войны.
К 1914 году в монастыре находились около 200 монахинь, которым по требованию оттоманских властей пришлось покинуть обитель и переехать в Александрию, откуда вернулись в 1918 году в повреждённый монастырь. Однако усилиями сестёр он был восстановлен.
Из-за невозможности связи с Московским патриархатом монастырь, как и вся Русская духовная миссия, с 1920 года перешли в подчинение Русской православной церкви заграницей (РПЦЗ). В 1924 году Горненская община снова получила канонический статус монастыря.
Многие насельницы, пришедшие в обитель в эти годы, были русскими монахинями-эмигрантками, бежавшими в Бессарабию, оттуда в Сербию, а затем во Святую землю. Лишь несколько послушниц были из арабок.
В 1945 году, после визита во Святую землю патриарха Алексия I, среди сестёр монастыря возникло разделение по вопросу юрисдикции, большая часть были сторонницы перехода в юрисдикцию Московской патриархии. Тогда Иерусалимская патриархия предоставила в распоряжение этим сестрам греческий храм в Эйн-Кареме.
Во время операции «Нахшон», когда в июле 1948 года начались бомбёжки Эйн-Карема, сёстры покинули монастырь и бежали в Иорданскую часть Палестины (Eлеонский монастырь).
После образования Государства Израиль в 1948 году, монастырь (как и здания Русской духовной миссии) был передан израильскими властями советскому правительству. Монастырь вошёл в юрисдикцию Московской патриархии. Монахини, не пожелавшие перейти в состав Московского патриархата, остались в Елеонском монастыре под контролем РПЦЗ. Пять монахинь переехали в Чили, где в 1958 году архиепископом Леонтием (Филипповичем) был основан Успенский монастырь.
С середины 1950-х годов монастырь стал пополняться монахинями, приезжавшими из СССР. Продолжал оставаться одним из действующих монастырей Русской православной церкви (РПЦ) в течение всей последующей истории СССР, являясь единственным женским монастырём Московского патриархата за пределами советских границ.
В 1987 году был освящён пещерный храм в честь святого Иоанна Крестителя.
В 1997 году было возобновлено строительство собора в честь Святой Троицы, завершено в 2007 году к 160-летию обители. 28 октября 2007 года храм был освящён малым чином в честь Всех святых в земле Российской просиявших, а 12 ноября 2012 года патриарх Московский Кирилл совершил великое освящение храма.

## Особый праздник монастыря
По просьбе архимандрита Антонина (Капустина) Святейший синод указом от 5 августа 1883 года благословил совершать в Горненском монастыре праздник — «Целование Мариино, или Прихождение Божией Матери в Горний град Иудов», совершаемый обычно 12 апреля (30 марта по ст. ст.). Это связано с тем, что монастырь находится в нескольких десятках метров от места, где, по преданию, произошла встреча Марии с праведной Елизаветой (на том месте в настоящее время находится францисканская церковь Посещения).
С тех пор накануне праздника Целования икону Благовещения Пресвятой Богородицы перевозят из Свято-Троицкого собора в Иерусалиме в Горненский монастырь, где остаётся в течение трёх месяцев до праздника Рождества Иоанна Предтечи 7 июля (24 июня по ст. ст.), так как Богородица была здесь у Елизаветы три месяца. Эту икону ставят на игуменском месте в голубом одеянии наподобие монашеской мантии, ставя рядом с ней игуменский жезл. В течение этих трёх месяцев сама Пресвятая Богородица является игуменией монастыря.
В общецерковном календаре Русской православной церкви такое празднование отсутствует.

## Настоятельницы монастыря
- 1924 — 1945 — игумения Тавифа (Минина), в юрисдикции Русской православной церкви заграницей.
- 1992[13] — 11 марта 2020 — игумения Георгия (Щукина). 11 марта 2020 года определением Священного синода Русской православной церкви (журнал № 27) назначена почётной настоятельницей Горненского монастыря[14], скончалась 6 февраля 2022 года[15].
- С 11 марта 2020 года — игумения Екатерина (Чернышёва), бывшая благочинная Свято-Троицкого Серафимо-Дивеевского женского монастыря[14].